# Villers-les-Ormes
Villers-les-Ormes era una comuna francesa situada en el departamento de Indre, de la región de Centro-Valle de Loira, que el 1 de enero de 2016 pasó a ser una comuna delegada de la comuna nueva de Saint-Maur al fusionarse con la comuna de Saint-Maur.

## Demografía
| Gráfica de evolución demográfica de Villers-les-Ormes entre 1800 y 2013 |
|                                                                         |

Los datos demográficos contemplados en este gráfico de la comuna de Villers-les-Ormes se han cogido de 1800 a 1999 de la página francesa EHESS/Cassini, y los demás datos de la página del INSEE.